# Short hairpin RNA
Uno short/small hairpin RNA (traducibile come corta/piccola RNA a forcina), comunemente abbreviato come shRNA, è una sequenza di RNA che, curvandosi, forma una struttura che ricorda una forcina. Viene solitamente utilizzato per il silenziamento dell'espressione genica attraverso l'attivazione della RNA interference.

## Meccanismo d'azione
I vettori (ad esempio plasmidi) predisposti per il silenziamento genico contengono sequenze di shRNA trascrivibili attraverso la RNA polimerasi III. La produzione di shRNA nelle cellule di mammifero possono indurre a volte la produzione di interferone, dal momento che le cellule interpretano la presenza di shRNA come la presenza di particelle virali. Questo problema non si riscontra invece per quanto riguarda i microRNA, trascritti dalla RNA polimerasi II (la stessa utilizzata per trascrivere gli mRNA). Gli shRNA trascritti, in ogni caso, vengono processati probabilmente da una RNAsi specifica, dicer, che produce gli siRNA effettivamente in grado di attivare la RNAi.